# Самоквасов, Дмитрий Яковлевич
Дми́трий Я́ковлевич Самоква́сов (15 [27] мая 1843, Малотечь, Новгород-Северский уезд, Черниговская губерния, Российская империя — 5 [18] августа 1911, Москва, Российская империя) — русский археолог, историк права, архивовед, профессор Императорского Варшавского университета, заслуженный профессор Императорского Московского университета.

## Биография
Родился 15 (27) мая 1843 года в семье мелкого дворянина Черниговской губернии на хуторе Малотечь. Учился в Новгород-Северской гимназии, из которой ушёл в последнем выпускном классе; в июле 1862 года поступил в Демидовский юридический лицей, а в 1863 году — в Императорский Санкт-Петербургский университет. В 1868 году окончил юридический факультет Петербургского университета с отличием, получив степень кандидата, и был оставлен для приготовления к профессорскому званию. С осени 1868 по весну 1871 года изучал историю государственного права. В 1871 и 1872 годах был в археологических экспедициях, по результатам которых утвердился во мнении, что городища представляют собой укреплённые поселения.
С июля 1873 года исправлял должность доцента кафедры истории русского права Варшавского университета. В декабре того же года в Киевском университете защитил магистерскую диссертацию «Древние города России» и был утверждён в должности экстраординарного профессора Варшавского университета; с 1877 года — секретарь юридического факультета; с декабря 1883 года — ординарный профессор. В 1887—1892 годах был деканом юридического факультета, а с ноября 1891 года исправлял должность ректора университета. В 1878 году защитил в Варшавском университете докторскую диссертацию «История русского права». В 1889 году знакомился с археологическими музеями в Кракове, Вене, Будапеште, Афинах, Константинополе и Неаполе.
В январе 1892 года вышел в отставку и был назначен управляющим Московского архива Министерства юстиции (ныне входит в состав РГАДА). Одновременно (c 1894) преподавал на кафедре истории русского права юридического факультета Московского университета как приват-доцент, а затем как сверхштатный экстраординарный (с 1895 года — сверхштатный ординарный, с 1901 года — заслуженный) профессор по кафедре истории русского права. Также преподавал историю русского права в Московском императорском лицее, читал открытые лекции по археологии и истории.
В 1903 году покинул юридический факультет Московского университета в связи с истечением 30-летнего срока государственной службы по ведомству Министерства народного просвещения. В последние годы жизни Самоквасов вёл большую просветительскую работу: читал лекции по праву на юридических курсах для рабочих.
По убеждениям Самоквасов являлся монархистом, был связан с Союзом русского народа, крупной «черносотенной» организацией. Выступал за полную автономию университетов, считая, что только таким образом можно снизить политическую активность студентов и преподавателей, пагубную для науки.
Женился в 1873 году на помещице из деревни Клиновой Курского уезда Таисии Васильевне Шумаковой; брак был бездетным.
Умер от саркомы лёгкого 5 (18) августа 1911 года. Похоронен на Новодевичьем кладбище.

## Научная деятельность
Как учёный, Самоквасов интересовался вопросами этногенеза славян, формирования государства и права Древней Руси, возникновения и развития древнерусских городов. Его перу принадлежит ряд крупных трудов по истории русского права.
Стремясь расширить круг используемых источников, он активно занимался археологическими раскопками в разных частях Восточно-Европейской равнины (Березый, Бохмач и т.д.). Ещё в бытность студентом приобрёл клад с Дьякова городища и совсем ещё молодым (21 год) провёл первые исследования этого памятника, позволившие впоследствии выделить дьяковскую культуру. Раскопанные Самоквасовым городища возле Юхнова дали возможность описать также юхновскую культуру. Наибольшую известность ему принесли раскопки Чёрной могилы — древнерусского княжеского кургана в Чернигове.
Самоквасов также занимался методологическими проблемами археологии, вопросами учёта и классификации находок, являлся соавтором первых официальных инструкций по проведению археологических работ, создавал статистические перечни памятников, находящихся на территории России. В октябре 1876 года Общество любителей естествознания, антропологии и этнографии наградило его именной золотой медалью. С марта 1877 года состоял членом Русского археологического общества; с октября 1879 года — почётным членом Общества любителей естествознания, антропологии и этнографии; с 1886 года — членом-корреспондентом Императорской археологической комиссии.
Свою внушительную коллекцию археологических памятников учёный в 1891 году передал Историческому музею.

## Архивное дело

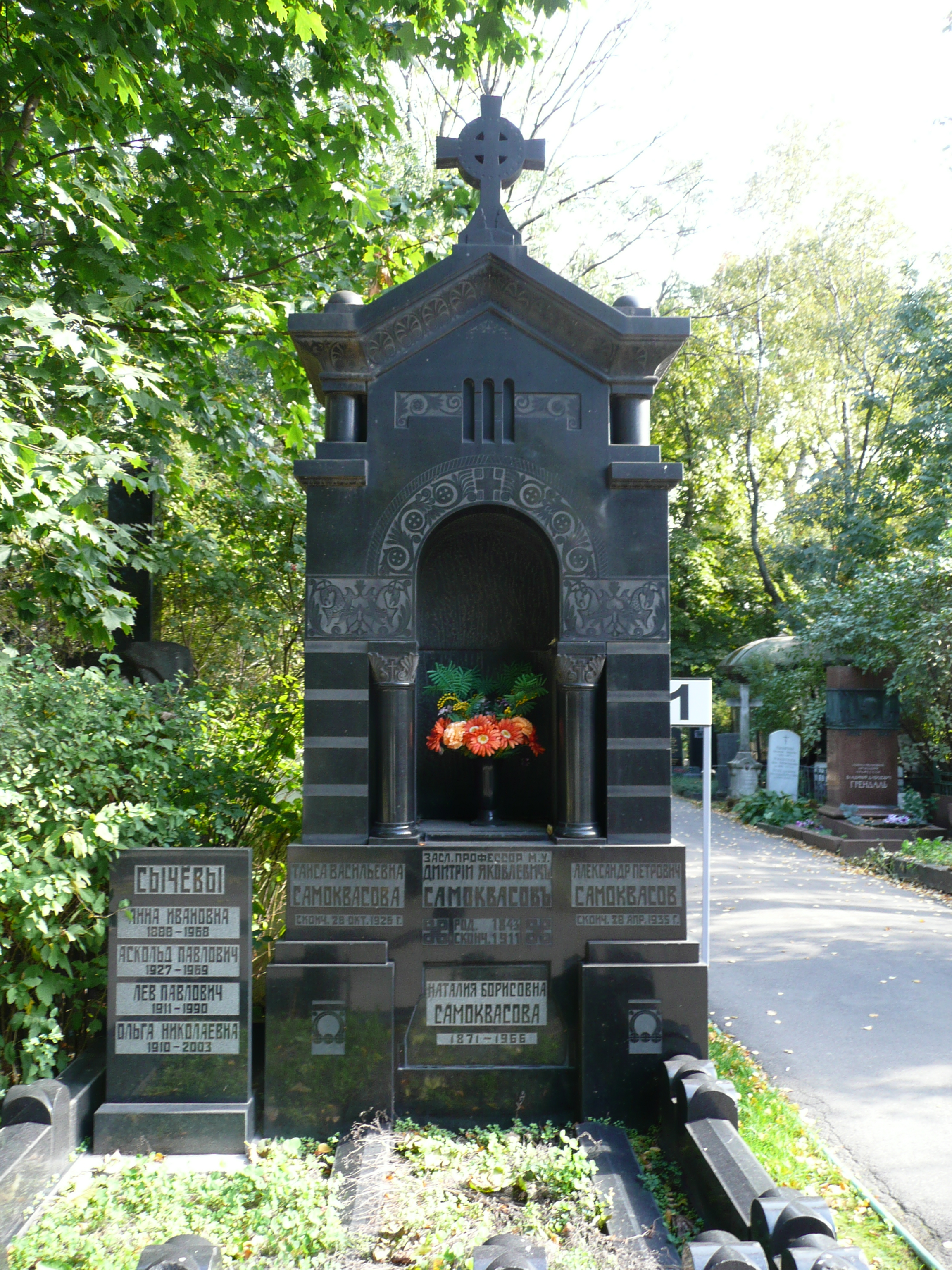
Памятник на могиле профессора Самоквасова

Самоквасов большое внимание уделял изучению истории и современного состояния архивного дела в России и за рубежом. В своём масштабном труде «Архивное дело в России» (1902), до сих пор являющемся одним из важнейших исследований на эту тему, он подверг критике российскую архивную систему, отмечая такие её недостатки, как низкий уровень систематизации архивов, отсутствие содержательных описей, малую численность и недостаточную квалификацию (отсутствие высшего образования) архивных работников, фальсификацию документов и их недоступность для исследователей.
Эти проблемы Самоквасов предлагал ликвидировать с помощью архивной реформы, проект которой был подготовлен им ещё в 1899 году. Она подразумевала образование централизованной системы управления архивами, перевод частных и региональных архивов под государственный контроль, создание специальных высших учебных заведений для подготовки профессиональных архивистов. Многие из этих мероприятий были осуществлены уже после Октябрьской революции.
Будучи руководителем Московского архива, Самоквасов пытался активизировать работу по систематизации этого крупного архива, описанию содержащихся в нём дел и созданию справочного аппарата. В это время было выпущено восемь томов издания «Описания документов и бумаг МАМЮ», таким образом в научный оборот было введено множество ранее неизвестных источников. Многие из этих описей до сих пор используются в РГАДА. Однако некоторые современники, в свою очередь, критиковали Самоквасова, считая его деятельность бюрократизмом, «для науки совершенно бесполезным».
Д. Я. Самоквасов был почётным членом многих учёных архивных комиссий — Таврической, Тамбовской, Калужской, Симбирской, Черниговской и др.

## Краткая библиография
- Заметки по истории русского государственного устройства и управления. — СПб.: печ. В. Головина, 1870. — 98 с.
- О городищах и курганах в земле северян и их значении в истории. — Чернигов: Губ. тип., 1872.
- Древние города России. — Варшава, 1873 (магистерская диссертация);
- Северянские курганы и их значение для истории. — Киев, 1875;
- Сборник обычного права сибирских инородцев. — Варшава, 1876.
- Условия научного исследования курганов и городищ. — Варшава, 1878.
- История русского права. Вып. 1—2. — Варшава, 1878—1884. (докторская диссертация)
  - 2-е изд., испр. и доп. — М.: т-во тип. А. И. Мамонтова, 1899. — 167 с.
- Вещественные памятники древности в пределах Малороссии. — М., 1880
- Основания хронологической классификации, описание и каталог коллекции древностей. — Варшава, 1892.
- Архивный инвентарь. — СПб.: тип. В. С. Балашева и К°, 1896. — 23 с.
- Государственные архивы Западной Европы и реформа архивов в России. — М., 1900.
- Централизация государственных архивов: Арх. дело на Западе. — М.: типо-лит. Г. И. Простакова, 1900. — 259 с.
- Архивное дело на Западе. — М., 1900
- Архивное дело в России. — М., 1902.
  - Т. 1. Современное русское архивное нестроение. — IV, 132, 37 с.
  - Т. 2.
- Русские архивы и царский контроль приказной службы в XVII веке. — М., 1902
- Архивный материал. — М., 1905—1909. — 2 т.
- Курс истории русского права. — 3-е изд., испр. и доп. — М.: тип. Моск. ун-та, 1908. — 616 с.
- Могилы Русской земли. — М., 1908
- Происхождение русского народа. — М., 1908
- Крестьяне древней России по новооткрытым документам / Д. Я. Самоквасов. — Москва: тип. Имп. Моск. ун-та, 1909. — IV, 3—141 с.
- К вопросу о государственных цветах древней России. — М.: тип. Саблина, 1910. — 16 с.
- Могильные древности Северянской Черниговщины. — М., 1916.